# Rhexoza subnitens
Rhexoza subnitens is een muggensoort uit de familie van de Scatopsidae. De wetenschappelijke naam van de soort is voor het eerst geldig gepubliceerd in 1886 door Verrall.